# 사라예보 반세르비아 폭동

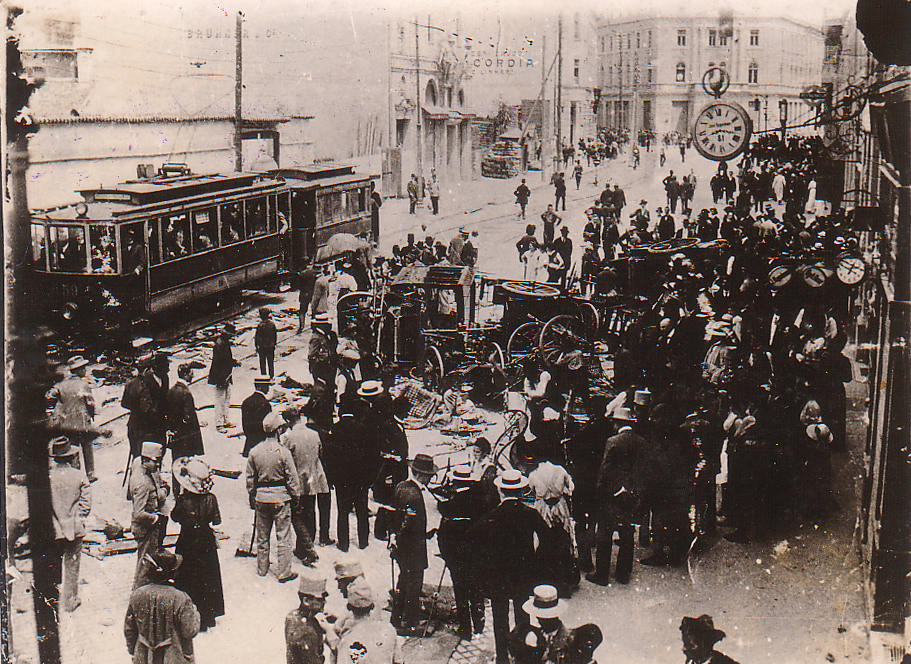
6월 29일 사라예보에서 파괴된 세르비아인들의 물건들 주변에 모인 군중

사라예보 반세르비아 폭동은 사라예보 사건 이후 1914년 6월 28일과 6월 29일 사이에 사라예보에서 크로아티아인들과 무슬림 보스니아인들에 의해 일어난 세르비아계에 대한 대규모 폭력이다.
오스트리아-헝가리 정부와 보스니아 헤르체고비나를 통치하던 오스카르 포티오레크에 고무된 폭력 시위는 사라예보 역사상 전례 없는 민족 갈등을 야기한 것으로 여겨진다. 세르비아계 주민 두 명이 6월 28일에 죽었고 많은 이들이 폭행당했으며 수많은 세르비아계 사람들의 집, 상점, 시설이 파괴되고 약탈됐다. 이후 비세르비아계 주민 58명이 체포됐고 또한 세르비아계 주민 100명 이상이 사라예보 사건과 관련해 체포됐다.